# Bröderna Gracchus

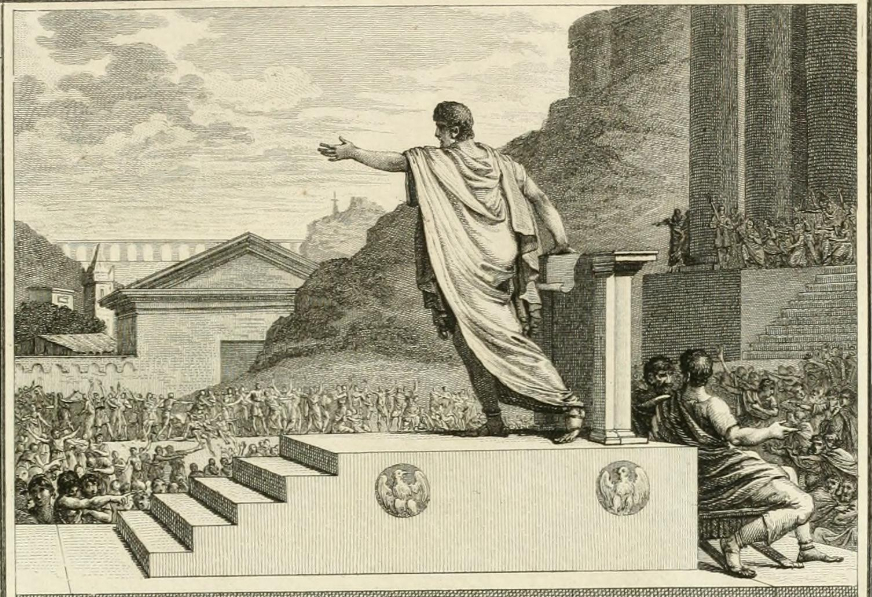
Gaius Gracchus talandes till folkförsamlingen.

Bröderna Gracchus, Graccherna, var två populariska politiker under den romerska republiken. Dessa två var Tiberius Gracchus (162−133 f.Kr.) och Gaius Gracchus (154−121 f.Kr.). Deras föräldrar var Cornelia Africanus och Tiberius Sempronius Gracchus den äldre. 
De anses vara bland de mest betydelsefulla av populares eftersom de anses vara grundarna till såväl socialism som populism.